# Nosač zrakoplova Admiral Kuznjecov
Nosač zrakoplova Admiral Kuznjecov trenutno je jedini aktivni ruski nosač zrakoplova. Ranije se zvao "Riga", potom "Leonid Brežnjev" te "Tbilisi". Naručen je 1981., porinut je 1985., a u potpunosti je funkcionalan od 1995. godine. Izgrađen je u Crnomorskom brodogradilištu koji se danas nalazi u gradu Nikolaevu (danas Mykolaivu) u Ukrajini. Za razliku od američkih i britanskih nosača zrakoplova, Kuznjecov je zamišljen kao "teška zrakoplovna krstarica" odnosno kao nosač zrakoplova s vlastitim naoružanjem kojim se sposoban obraniti od prijetnji pod vodom, s mora, s kopna i iz zraka.
Nosač zrakoplova Admiral Kuznjecov izgrađen je i porinut radi potreba mornarice Sovjetskog Saveza. Trebao je biti prvi nosač zrakoplova svoje klase. Međutim, napravljen je još samo jedan nosač zrakoplova ove klase, Varjag, koji nikada nije porinut, a koji je Ukrajina prodala Kini. Nekoliko godina kasnije, Kina je dovršila i u potpunosti opremila i modernizirala nedovršeni sovjetski nosač zrakoplova Varyag te ga je preimenovala u Liaoning.
Dobio je sadašnje ime po admiralu flote Sovjetskog Saveza, Nikolaju Gerasimoviču Kuznjecovu. Brod je prvo nosio ime "Riga", da bi od studenog 1982., nosio ime "Leonid Brežnjev", a od kolovoza 1987. ponovno mu je promijenjeno ime, ovaj put u "Tbilisi". Sadašnje ime dobio je 4. listopada 1990. Ovaj nosač zrakoplova u potpunosti je funkcionalan od 1995. godine. 
Međutim, zbog dotrajalosti i nemogućnosti ruske brodogradnje za neku ozbiljniju modifikaciju ili unaprijeđenje većih brodova u posljednjih nekoliko godina Kuznjecov je suočen s brojnim problemima. Dotrajale instalacije, dotrajali pogon (bojleri) i zastarjela elektronika često su prouzrokovali probleme, pa je samim time borbena učinkovitost Kuznjecova upitna.

## Budućnost
Rusija planira u potpunosti modernizirati Kuznjecova do 2025. godine. Međutim, mnogi stručnjaci smatraju da zbog nedostatka novca, nedostatka kvalitetne i moderne brodogradilišne infrastrukture za prihvat ovakvih brodova, to neće biti moguće. Dosadašnja iskustva u Rusiji su pokazala da su brojni veći brodogradilišni i ostali značajniji vojni projekti ili otkazani, ili uzastopno odgađani tj. produživani bez ikakvih vidljivih i konkretnih rješenja.
Osim toga, Rusija je napomenula da planira izgraditi nasljednika Kuznjecova, većeg i moćnijeg nosača zrakoplova "Štorm 23000e" koji bi parirao američkoj Grerald R. Ford klasi. Uzimajući u obzir svu navedenu problematiku i prijašnja iskustva, malo je vjerojatno da će taj projekt zaživjeti - ponajprije zbog nedostatka novca prouzrokovanog lošom i labilnom ekonomskom politikom bez jasne vizije i strategije, nedostatka brodogradilišne infrastrukture u Rusiji koje bi mogle izgraditi veće vojne brodove te nedostatka obrazovnog kadra i stručnjaka za projekt ovakvog tipa.
Potkraj listopada 2018. godine, zbog neodržavanja je potonuo jedini ruski suhi dok koje je mogao prihvatiti Kuznjecova. Taj suhi dok je imao ključnu ulogu u modernizaciji Kuznjecova, jer su sva ostala ruska brodogradilišta premala za prihvat, gradnju ili modernizaciju bilo kakvih većih brodova. Potonuće tog doka ugasilo je sve nade za bilo kakvu daljnju modernicaziju Kuznjecova. S druge strane, zbog jako loše ekonomske politike fokusirane isključivo na naftu i plin te ogromne korupcije, vrlo je vjerojatno da će Kuznjecov biti ili povučen iz službe ili, unatoč zastarjelosti i brojnim problemima, ostati u upotrebi dok ne prestane funkcionirati. Tim više ovu konstataciju podupire činjenica da Rusija nema novaca za izgradnju novog velikog brodogradilišta ili novog suhog doka identičnog onom koji je potonuo, a pad cijene nafte i plina prouzrokovali su ozbiljne probleme ruskoj ekonomiji, što je vidljivo u svim sferama uključujući i kontinurianom smanjivanju ruskog vojnog budžeta.